# 暮れなずむ約束
「暮れなずむ約束」（くれなずむやくそく）は、2022年12月7日に配信リリースされたバーチャルアーティストヰ世界情緒のシングルである。ミュージックビデオはYouTube上で2022年12月10日に公開された。のちに2024年3月27日にリリースされた『色彩』に収録されていた。
テレビアニメ「ピーター・グリルと賢者の時間 Super Extra」の主題歌である。

## 概要
作詞・作曲・編曲はいずれも香椎モイミによる。ギターは伊藤翔磨の演奏である。Mixは＄ＫＩＹＡＫＩ＄ＫＩ、ミュージックビデオの映像は八重幸、ロゴ・タイポグラフィはLOTUS、制作は根岸秀幸（THINKR）が手掛けている。
2022年10月9日からTOKYO MXで放送されたテレビアニメ「ピーター・グリルと賢者の時間 Super Extra」のオープニングテーマとなっており、放送に先んじて本予告プロモーションビデオが公開された。
2022年12月22日には、本楽曲のリリースを記念してAWAラウンジが開催された。
2024年2月28日にはYouTubeで100万再生を突破し、2025年5月現在約124万再生である。

## ライブでの演奏
ライブでは、2023年6月18日に配信された『ヰ世界情緒 2nd ONE-MAN LIVE「Anima II -神椿市参番街-」』で3曲目に演奏された。ライブ音源および映像は2024年10月23日に発売された。2024年8月7日には、パシフィコ横浜で開催された『ヰ世界情緒 3rd ONE-MAN LIVE「Anima III」』で演奏された。ライブ映像および音源は2025年3月19日にBlu-rayとCDとして発売された。
2023年7月7日に配信された『V.I.P STREAMING COVER LIVE「マシュマロライブ」』では、ヰ世界情緒の音声をもとにしたCeVIO AI 星界によるカバーが演奏された。
ヰ世界情緒がMCを務めるFm yokohamaのラジオ番組「ヰ世界らじおプラネット」では、2023年4月19日オンエア回で「旅の途中」および「とめどなき白情」とともに放送されている。